# رود كوريا
رود كوريا (بالإنجليزية: Rod Correia)‏ هو لاعب كرة قاعدة أمريكي، ولد في 13 سبتمبر 1967 في بروفيدنس في الولايات المتحدة.

## وصلات خارجية
- رود كوريا على موقعبيزبول رفرنس.كوم (الدوري الرئيسي) (الإنجليزية)